# Jeruslan
Jeruslan (rusky Еруслан) je řeka v Saratovské a ve Volgogradské oblasti v Rusku. Je dlouhá 278 km. Povodí řeky je 5570 km².

## Průběh toku
Pramení na jihozápadním okraji Obščeho Syrtu.Ústí zleva do Volhy, přičemž vytváří Jeruslanský záliv Volgogradské přehrady. Zleva přibírá přítok Torgun.

## Vodní režim
V létě místy vysychá. Voda je mírně slaná.

## Využití
Využívá se na zavlažování. Na řece leží město Krasnyj Kut.